# Zapornia palmeri
La polluela de Laysan o   rascón de Laysan  (Zapornia palmeri ), es una especie extinta de ave gruiforme de la familia de las rállidas (Rallidae), era endémica de Laysan, una de las islas de Sotavento de Hawái, también fue introducida en las islas Midway, lo que no evitó la extinción de la especie.
Se extinguió debido a la destrucción de su hábitat por los conejos domésticos introducidos en la isla.

## Ecología y hábitos

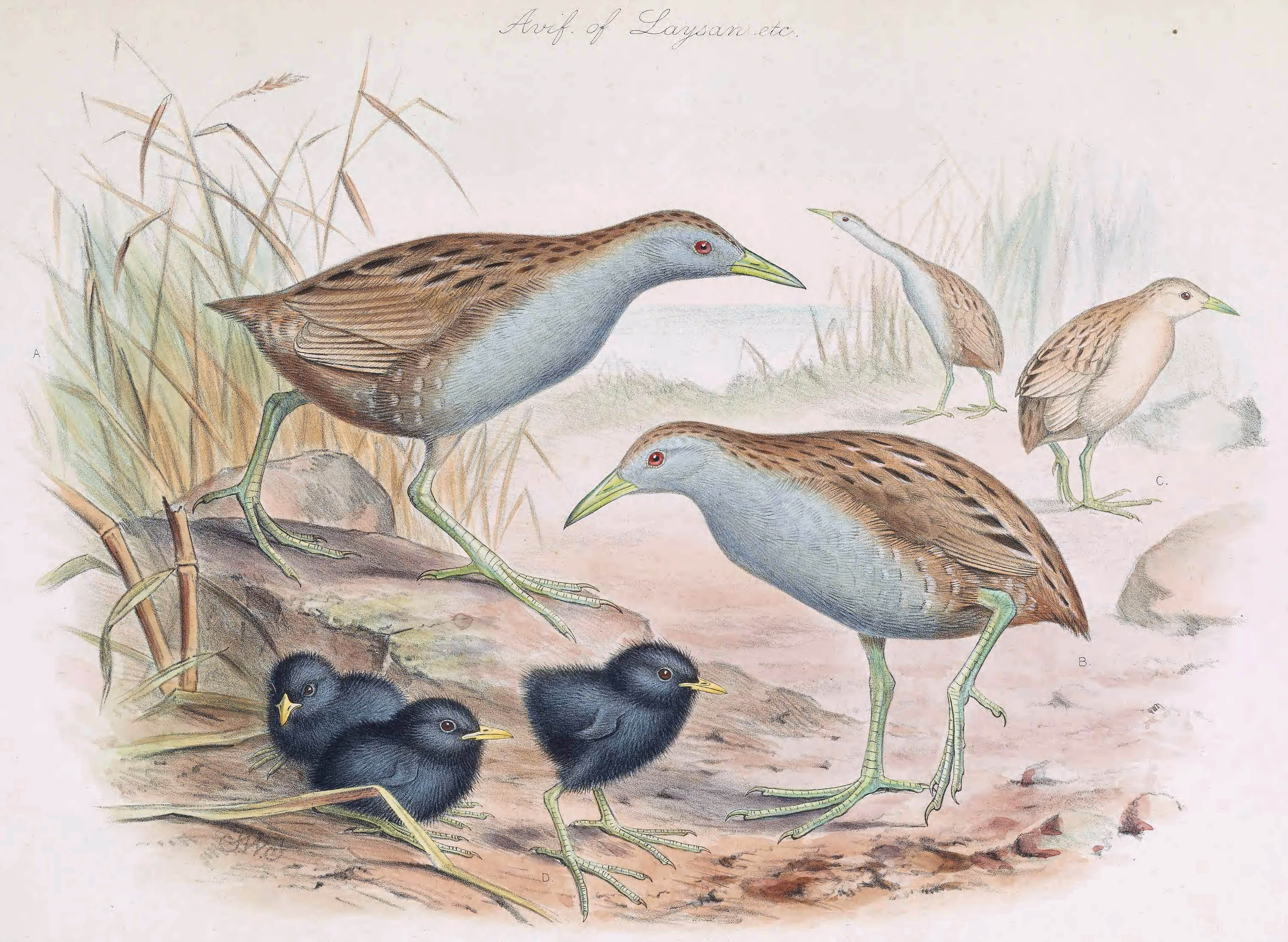
Ilustración por John Gerrard Keulemans

Era un oportunista que se alimentaba principalmente de invertebrados, tales como polillas, (Neoscatella sexnotata), moscardas y sus larvas, hojas, semillas y huevos. Era un ave agresiva que luchaba contra otras especies, especialmente la palila de Laysan: este último es muy hábil para romper los huevos de las aves marinas.  En Midway, fueron vistos robar comida de animales domésticos, como pollos. No existen fuentes permanentes de agua dulce en Laysan, el ave debe haber sido capaz de cubrir sus necesidades de fluidos del cuerpo de las presas y el contenido de los huevos

## Extinción
Laysan es considerada una de las más importantes colonias de aves marinas en los Estados Unidos. Tiene miles de albatros de patas negras (Phoebastria nigripes), albatros de Laysan (Phoebastria immutabilis), así como pardelas y charranes. La isla también mantuvo cinco (sub) especies de aves acuáticas y terrestres endémicas, incluyendo la polluela de Laysan. La extinción de esta especie es particularmente lamentable, ya que podría haberse evitado fácilmente.
Fue amenazada inicialmente cuando los conejos domésticos fueron introducidos a la isla. Sin depredadores para controlar su número, los conejos pronto se comieron toda la cubierta de vegetación en la isla. Esto convirtió a la isla en un depósito de polvo estéril, enviando el Acrocephalus familiaris familiaris y el Himatione sanguinea freethi (ambas subespecies endémicas de la isla) a la extinción, la palila de Laysan (Telespiza cantans) y el pato de Laysan (Anas laysanensis) ambos lograron sobrevivir.
En la primera década de 1900, cuando la destrucción de la vegetación por los conejos comenzó, la población era de alrededor de 2000 aves adultas, se mantuvo así hasta por lo menos la década de 1910, pero disminuyó posteriormente. En 1923 sólo se puede encontrar dos aves. La especie se cree que se extinguió en Laysan durante 1923, principalmente debido a la insuficiencia de hábitat para la anidación y para mantener la población. El último ejemplar fue visto en Eastern Island de Midway en junio de 1944.